# Singly na prvním místě v roce 1940 (USA)
Seznam písní, které se dostaly na první #1 příčku americké hitparády Billboard.
Žebříek se nazývá National List of Best Selling Retail Records a je předchůdcem dnešního Hot 100 žebříčku.

## Historie
| Datum        | Skladba                  | Interpret    |
| 27. červenec | "I'll Never Smile Again" | Tommy Dorsey |
| 3. srpen     | "I'll Never Smile Again" | Tommy Dorsey |
| 10. srpen    | "I'll Never Smile Again" | Tommy Dorsey |
| 17. srpen    | "I'll Never Smile Again" | Tommy Dorsey |
| 24. srpen    | "I'll Never Smile Again" | Tommy Dorsey |
| 31. srpen    | "I'll Never Smile Again" | Tommy Dorsey |
| 7. září      | "I'll Never Smile Again" | Tommy Dorsey |
| 14. září     | "I'll Never Smile Again" | Tommy Dorsey |
| 21. září     | "I'll Never Smile Again" | Tommy Dorsey |
| 28. září     | "I'll Never Smile Again" | Tommy Dorsey |
| 5. říjen     | "I'll Never Smile Again" | Tommy Dorsey |
| 12. říjen    | "I'll Never Smile Again" | Tommy Dorsey |
| 19. říjen    | "Only Forever"           | Bing Crosby  |
| 26. říjen    | "Only Forever"           | Bing Crosby  |
| 2. listopad  | "Only Forever"           | Bing Crosby  |
| 9. listopad  | "Only Forever"           | Bing Crosby  |
| 16. listopad | "Only Forever"           | Bing Crosby  |
| 23. listopad | "Only Forever"           | Bing Crosby  |
| 30. listopad | "Only Forever"           | Bing Crosby  |
| 7. prosinec  | "Only Forever"           | Bing Crosby  |
| 14. prosinec | "Only Forever"           | Bing Crosby  |
| 21. prosinec | "Frenesi"                | Artie Shaw   |
| 28. prosinec | "Frenesi"                | Artie Shaw   |